# Cassagnes (Pyrénées-Orientales)
Cassagnes település Franciaországban, Pyrénées-Orientales megyében. Lakosainak száma 290 fő (2022. január 1.). Cassagnes Latour-de-France, Bélesta, Caramany, Rasiguères, Planèzes és Montner községekkel határos.

## Földrajz

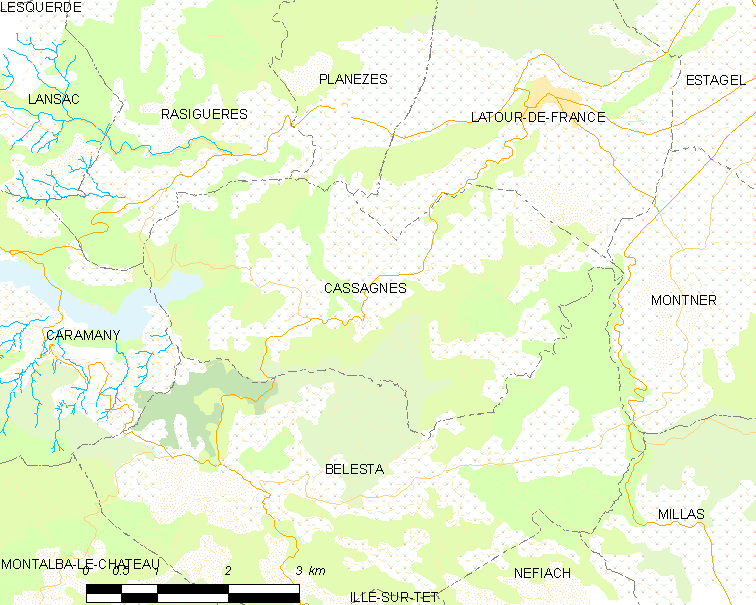
Cassagnes és környéke

## Népesség
A település népességének változása:
| Lakosok száma | 257  | 264  | 273  | 267  | 265  | 265  | 276  | 283  | 290  |
|               | 2013 | 2015 | 2016 | 2017 | 2018 | 2019 | 2020 | 2021 | 2022 |